# 田昌五
田昌五（1925年—2001年），男，汉族，河南郾城人，中国历史学家，曾任中国社会科学院历史研究所研究员、博士生导师。